# モーリスC8
モーリスC8（Morris Commercial C8）は、第二次世界大戦期にイギリスのモーリス社で開発され、イギリス軍で運用された、4×4輪駆動の砲兵トラクター、および汎用トラックである。

## 概要
1937年に、当時のイギリス国防省が新型の野戦砲トラクター（FAT, Field Artillery Tractor）の要求仕様を提示した。これは、4×4輪駆動の装輪式で、シャーシは短く、ウィンチを備える事、といった内容であった。この要求にガイ・モータース社が最初に応じ、ガイ・モータース社は既存のガイ・アント（Guy Ant）15CWT（3/4t）4×2輪駆動トラックをベースに4輪駆動化したガイ・クォード・アント FAT（Guy Quad-Ant FAT）と呼ばれる野戦砲トラクターを開発した。イギリス軍はこの車両を採用し、モーリス社に対しても同様の野戦砲トラクターの製造が依頼された。モーリス社でも既存のトラックであるモーリスCS8をベースとして、4輪駆動、短車体、大径タイヤのモーリスC8 FATを開発した。
モーリスC8 FATはガイ・クォード・アント FATと同様に、後部兵員室の屋根の上にQF 25ポンド砲の砲架を搭載するため、屋根が後方に向かって傾斜している特徴的な外観を持っていた。この車体は、その形状が甲虫を思わせることから、"ビートル・バック"（beetle back）と呼ばれた。この特徴は、その後開発されたCMP FATでも同様に見られる。金属製の後部兵員室には6名の砲兵およびQF 25ポンド砲の弾薬を搭載可能であった。
モーリスC8の最初の量産車は1939年10月から軍に納品され、走行装置とボディー部にそれぞれ2度の設計変更を行いながら生産は1945年まで継続された。実戦では25ポンド砲だけでなく様々な砲の牽引に使用された。QF 18ポンド砲やQF 4.5インチ榴弾砲、あるいはオードナンス QF 6ポンド砲、オードナンス QF 17ポンド砲などが、モーリスC8 FATにより牽引された。また、モーリスC8の機構を流用した汎用トラック型のモーリスC8 GS（General Service）が開発され、生産された。

## 形式
モーリスC8 FAT Mk.I
1939年10月から1940年初頭にかけて約200両のみ製造された。フルタイム4×4輪駆動で、10.50×R20サイズのタイヤを装備。
モーリスC8 FAT Mk.II
1940年から1941年初頭にかけて約4,000両が製造された。Mk.Iとの違いは走行装置の小改良のみ。
モーリスC8 FAT Mk.III
1941年から1945年にかけて約6,000両が製造された。走行装置が改良され、2輪駆動、4輪駆動を切り替え可能で、10.50×R16サイズのタイヤを装備。
これら3種類の形式に対し、3種類の車体（外装）が用いられた。走行装置の変更（形式変更）と、車体外装の変更時期はそれぞれ異なっている。
- Mk.IおよびMk.IIの3,000両には、前期型の"ビートル・バック"車体が用いられた。この車体には2つのドアがあり、車体右側面に2つ、左側面に1つのウィンドウがあり、屋根は金属製の密閉式であった。
- Mk.IIの残り1000両と、Mk.IIIの4000両には、後期型の"ビートル・バック"車体が用いられた。ウィンドウが増やされたほか、兵員室の屋根の中央部がキャンバストップに変更されている。
- Mk.IIIの残り2000両には、"ナンバー5ボディー"（Number 5 Body）と呼ばれる車体が使用された。この車体は車体左右に2個ずつドアがあり、車体屋根部分は後傾しておらず、屋根全体がキャンバストップとなっている。

モーリスC8 GS
1944年頃から、モーリスC8 FATの車体を流用して製造された4×4輪駆動の汎用トラック "GS"（General Service）型。汎用カーゴトラック型の他、無線機搭載型、パネルバン型、水タンク搭載型、エアコンプレッサー搭載型などの派生型も製造された。
モーリスC9/B ボフォース 40mm対空機関砲搭載型
モーリスC8 GSのロングホイールベース型をベースに、荷台部分にボフォース 40mm機関砲を搭載した自走対空砲型。

## 画像

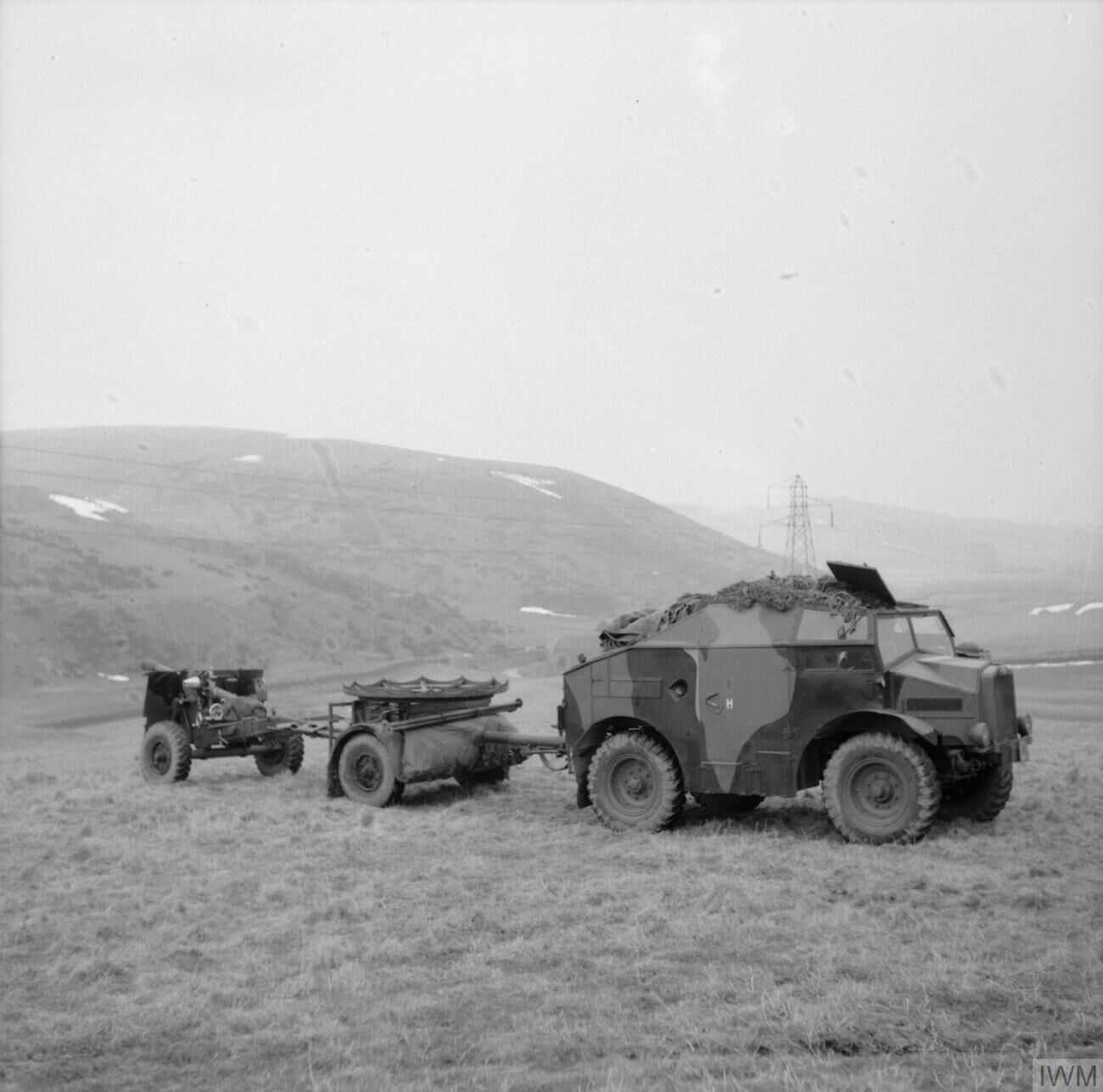
QF 25ポンド砲をリンバーと共に牽引するモーリスC8 FAT。1941年。
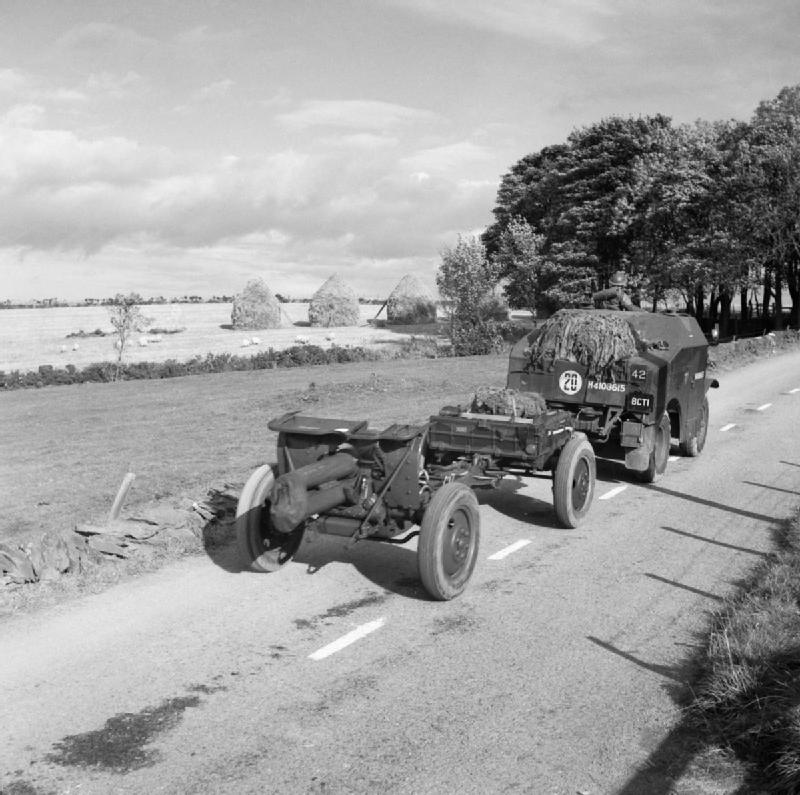
QF 4.5インチ榴弾砲をリンバーと共に牽引するモーリスC8 FAT。1940年。
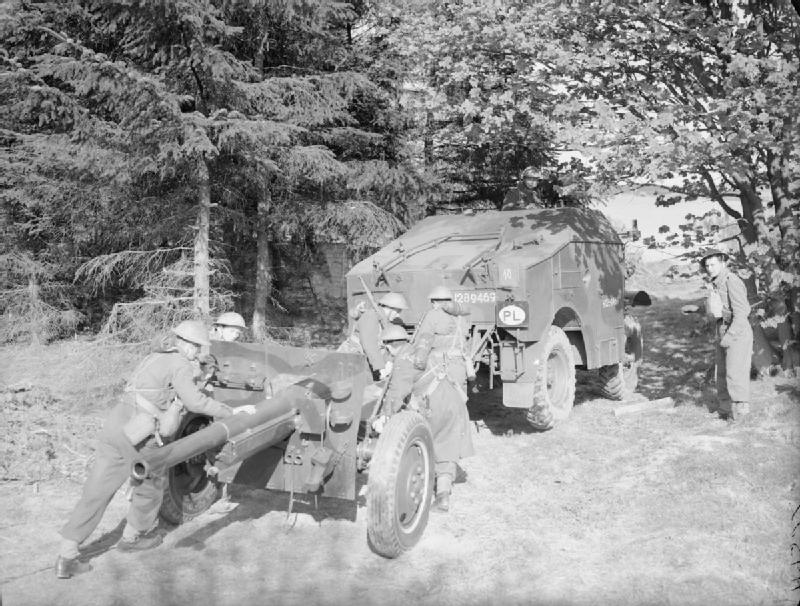
フランス製のM1897 75mm野砲を牽引するモーリスC8 FAT。1941年。
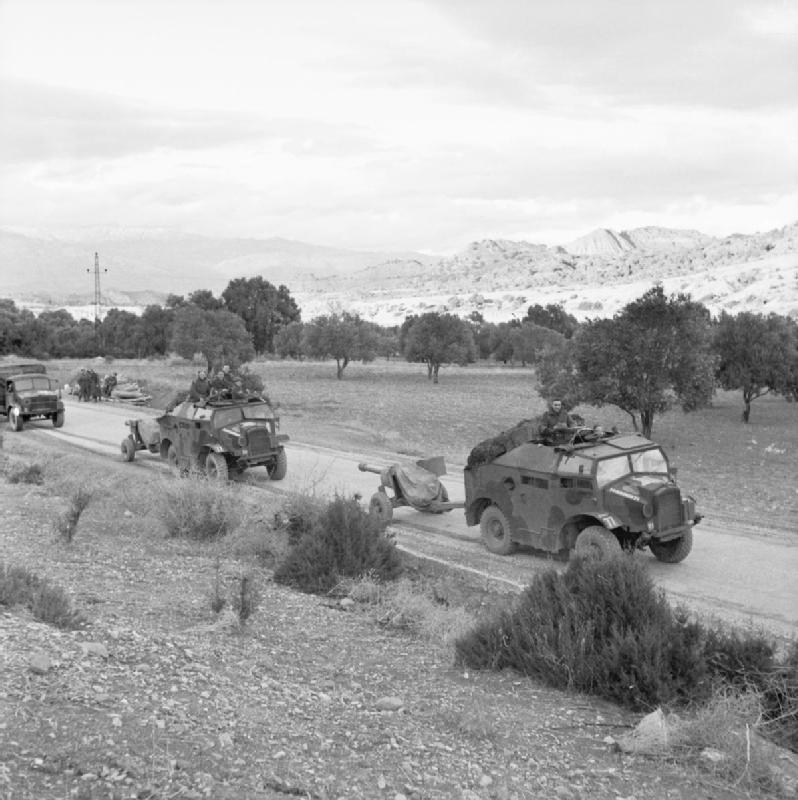
オードナンス QF 6ポンド砲を牽引するモーリスC8 FAT。1942年、チュニジア（北アフリカ戦線）。
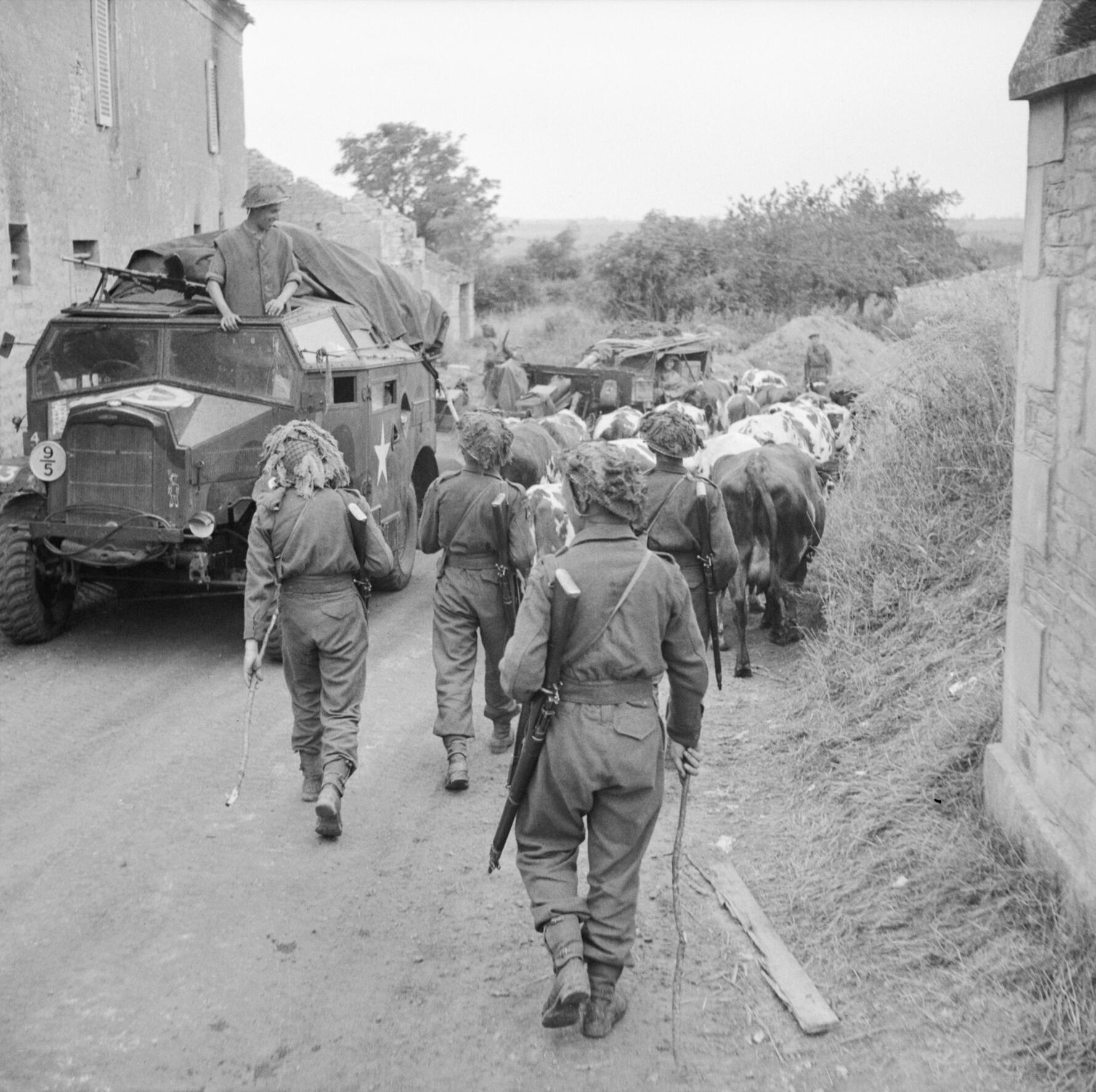
QF 25ポンド砲を牽引するモーリスC8 FAT。1944年、ノルマンディー。
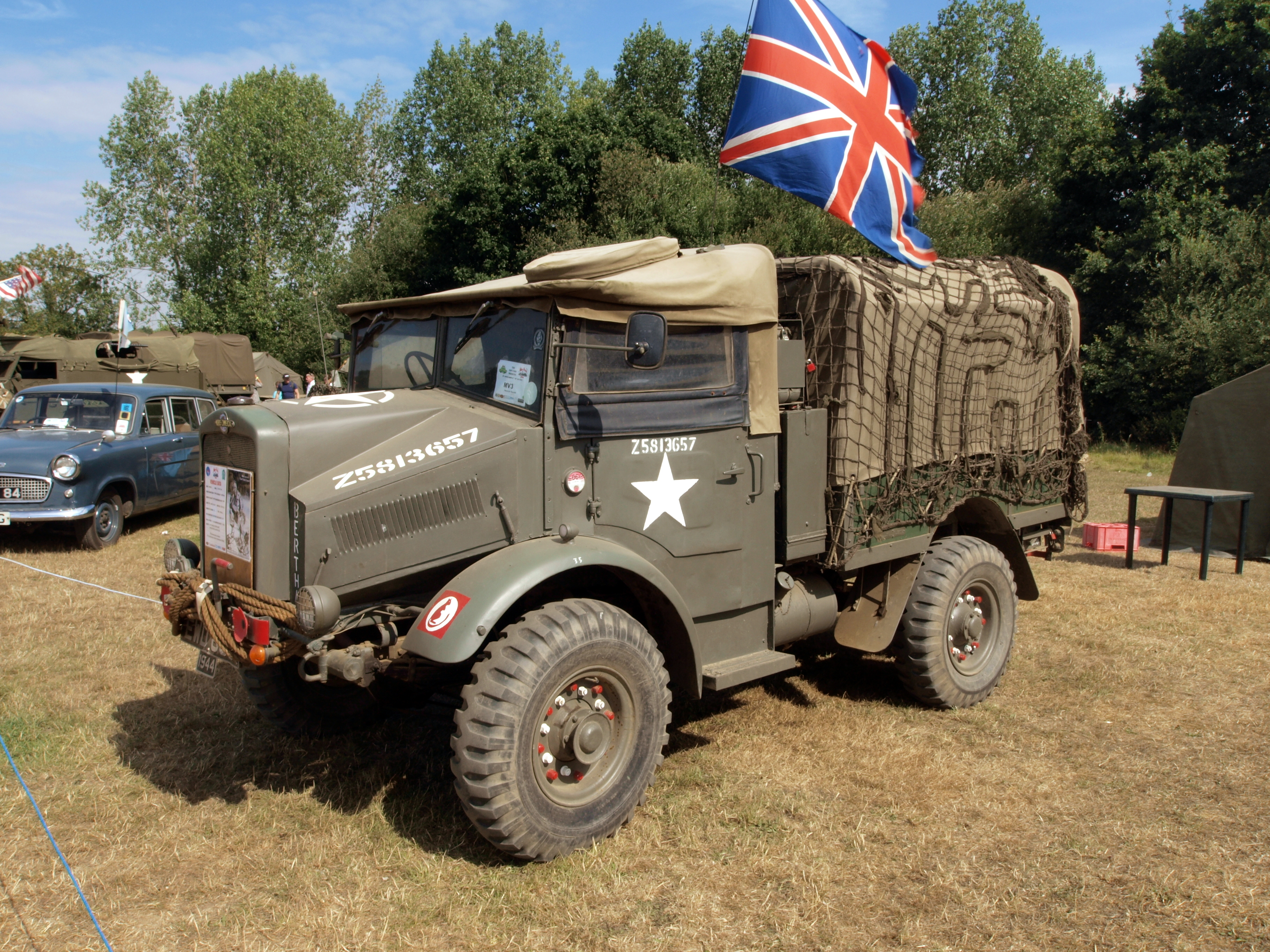
汎用カーゴトラック型のモーリスC8 GS。
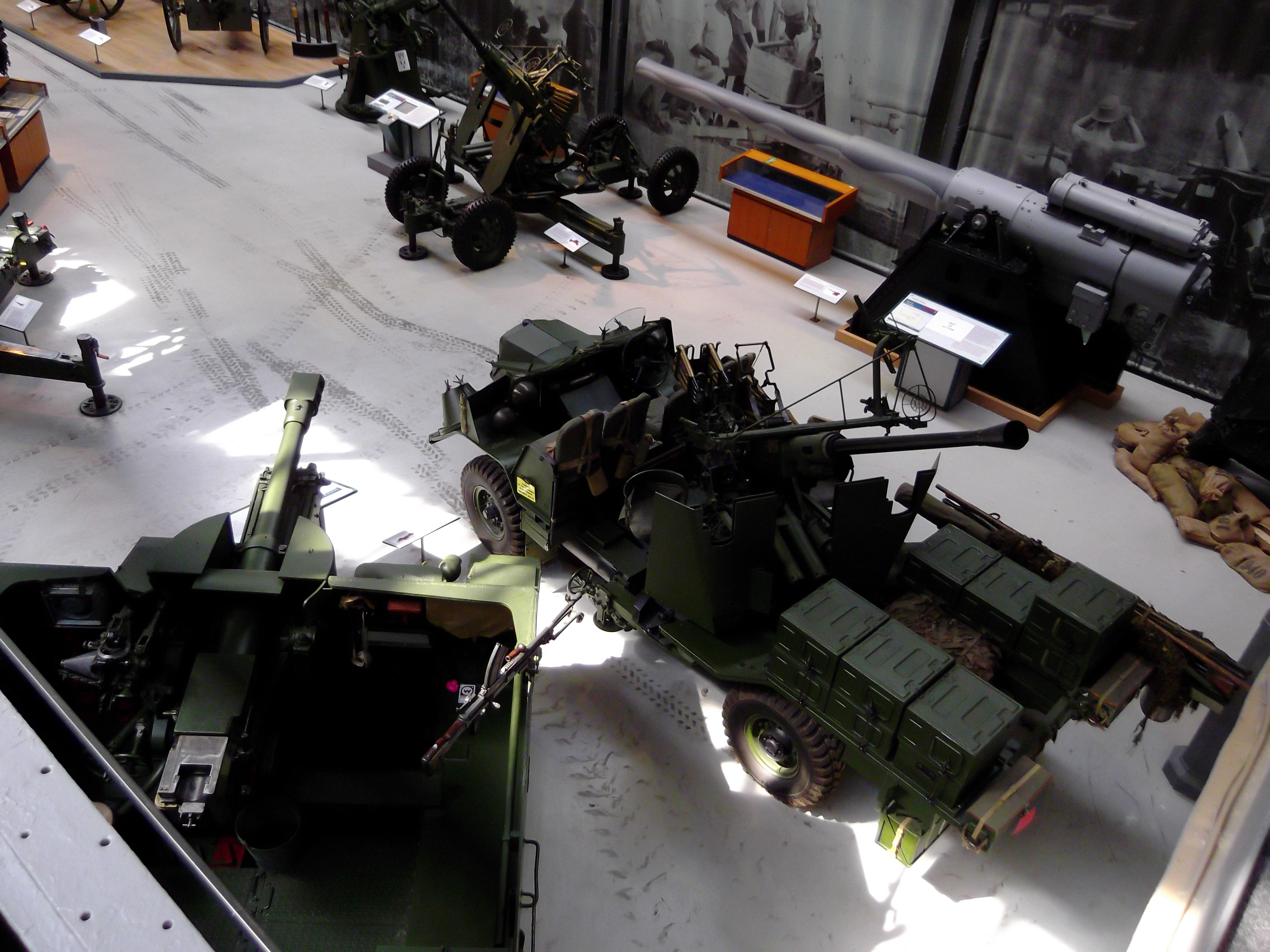
ボフォース 40mm機関砲を搭載したモーリスC9/B。
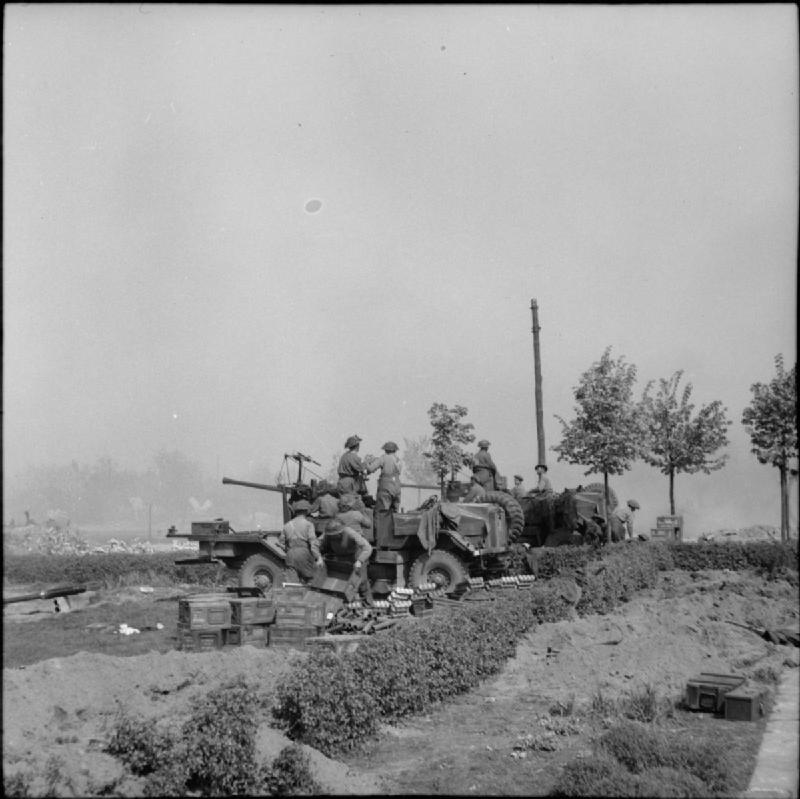
ボフォース 40mm機関砲を搭載したモーリスC9/B。

## 使用国
- イギリス